# Classe Dakar
La classe Dakar est une future classe de trois sous-marins d'attaque conventionnels diesel-électriques de la Marine israélienne. Le contrat pour leur construction a été signé le 20 janvier 2022 entre ThyssenKrupp Marine Systems (TKMS) et le ministère de la Défense israélien, pour un coût de 3 milliards d’euros (environ 3,4 milliards de dollars). Le premier de ces sous-marins sera livré à Israël en 2027.

## Conception
Israël exploite actuellement six sous-marins d’attaque conventionnels (diesel-électriques) de construction allemande : la classe Dolphin, basée sur le type 209. Israël dispose de trois sous-marins de classe Dolphin-I et de trois autres de classe Dolphin-II (deux en service, un en essais). Les trois premiers bateaux ont été mis en service entre 1999 et 2000, tandis que le deuxième lot a commencé à entrer en service en 2014. On considère que ces navires ont une durée de vie opérationnelle d’environ 30 ans, ce qui les rend obsolètes vers 2030. Les sous-marins de classe Dakar devraient remplacer les sous-marins les plus anciens du premier lot de classe Dolphin. La classe Dakar sera d’une conception entièrement nouvelle, spécialement conçue pour répondre aux exigences opérationnelles de la marine israélienne.
Ils devraient disposer d’une propulsion indépendante de l'air (AIP), à base de piles à combustible, comme les Dolphin-II qui sont essentiellement des Dolphin-I agrandis et allongés pour accueillir cette AIP.
La marine israélienne maintient un haut niveau de secret entourant ses capacités sous-marines et la plupart des détails sur la flotte de sous-marins sont sous haute garde et rarement médiatisés. On sait néanmoins que les sous-marins de classe Dolphin-I/II auraient des tubes lance-torpilles polyvalents capables de tirer des torpilles, des missiles de croisière, et même des systèmes de livraison de nageurs de combat. Les quatre premiers bateaux de classe Dolphin sont équipés de six tubes lance-torpilles normaux de 21 pouces (533 mm) et de quatre tubes plus grands, de 650 mm. On pense que ces quatre tubes supplémentaires tirent les missiles de croisière Turbo Popeye développés par Israël. Bien qu'Israël ne soit pas un État nucléaire déclaré, il est depuis longtemps considéré comme tel. On pense que les sous-marins israéliens transportent le bras maritime de la dissuasion nucléaire du pays, avec des missiles de croisière à longue portée transportant des ogives nucléaires. Ces sous-marins fourniraient donc à Israël des capacités nucléaires de seconde frappe, selon des rapports étrangers, c’est-à-dire la capacité de lancer des armes atomiques même si la patrie est attaquée. Ceci sert de dissuasion envers les ennemis du pays.
Le troisième dernier navire de classe Dolphin-II, l’INS Drakon (« Dragon » en français), fait l’objet d’essais en mer à Kiel, en Allemagne. Il est encore plus secret que les autres, et extrêmement timide face aux photographes. Cependant il semble encore plus long que les bâtiments précédents. Cela donne du crédit aux rumeurs selon lesquelles il serait doté de nouvelles capacités d’armement, y compris un système de lancement vertical (VLS). Ce système impliquerait un bond en avant dans les capacités de la marine israélienne, offrant une portée et une puissance de frappe sans précédent. Les autres sous-marins de classe Dolphin-I et Dolphin-II ne peuvent tirer leurs missiles de croisière qu’à travers les tubes lance-torpilles. L’ajout d’un VLS implique que l’INS Dragon sera doté, soit de plus d’armes, soit de nouvelles armes. L’ajout du VLS nécessite l’allongement de la coque de 2,4 à 4 mètres au total, en augmentant l’espace entre les anneaux de renforcement. Cela permettrait d’installer entre quatre et six tubes de lancement verticaux, selon leur diamètre, qui pourrait être de 650 mm. Cependant il est peu probable que le missile actuel de type Turbo-Popeye, conçu pour être tiré d’un tube lance-torpilles, puisse également être lancé verticalement. De plus, ce missile est relativement vieux. Il est donc possible que le VLS apporte avec lui un nouveau missile, qui sera peut-être un autre missile de croisière, ou un missile balistique, éventuellement hypersonique. Si c’est exact, l’INS Dragon n’est que le deuxième sous-marin moderne au monde équipé d’AIP et conçu avec cette capacité, le premier étant la classe sud-coréenne KSS-III, qui n’est entrée en service que récemment. Les deux classes peuvent être considérées comme annonçant une tendance généralisée à adapter le VLS aux sous-marins à propulsion conventionnelle. Il pourrait en être de même pour les trois sous-marins de classe Dolphin actuellement en commande.

## Historique
Selon un rapport de Walla News, le comité ministériel qui supervise l’approvisionnement en matière de défense s’est réuni dimanche 16 janvier 2022 pour discuter de l’accord pour l’achat de trois sous-marins à l’Allemagne, qui avait été initialement approuvé par Berlin en 2017. Le comité a discuté de l’accord ainsi que du budget concernant leur achat, indique le rapport. Le coût des sous-marins avait été estimé à 1,5 milliard d’euros, un tiers du coût étant financé par le gouvernement allemand. Le Premier ministre Naftali Bennett, le ministre de la Défense Benny Gantz, le ministre des Finances Avigdor Liberman, le ministre de la Justice Gideon Sa'ar, la ministre de l'Intérieur Ayelet Shaked et le ministre des Affaires étrangères Yaïr Lapid faisaient partie du comité.
Après de longues négociations, les parties concernées ont convenu du contenu technique et des dispositions contractuelles. L’accord a été signé le 20 janvier 2022 à Tel Aviv au siège du ministère de la Défense entre le directeur général du ministère de la Défense israélien, Amir Eshel, et le Président-directeur général de Thyssenkrupp Marine Systems (TKMS), le Dr Rolf Wirtz. La cérémonie a été discrète, mais parmi les quelques personnalités de haut rang présentes figurait le commandant en chef de la marine israélienne, le vice-amiral David Saar Salama. Le contrat est d’une valeur de 3 milliards d’euros (environ 3,4 milliards de dollars). Le Dr Rolf Wirtz a rappelé, dans une déclaration, que dans le dernier projet conjoint entre TKMS et la marine israélienne, le projet Sa'ar-6, les quatre corvettes ont été livrées à temps et dans les limites du budget. Les deux parties ont également signé un accord d’une valeur de plus de 850 millions d’euros pour la coopération industrielle stratégique israélo-allemande, qui comprend des investissements dans les entreprises de défense israéliennes, la construction d’un simulateur de formation en Israël et la fourniture de pièces de rechange. Cependant ThyseenKrupp n’a toujours pas entrepris l’approvisionnement réciproque complet requis par les accords passés, y compris le sixième sous-marin actuellement en construction à Kiel, ainsi qu’un accord pour l’achat de quatre navires de guerre pour protéger les plates-formes offshore gazières d’Israël.
Le ministre israélien de la Défense, Benny Gantz, a déclaré que cette acquisition « améliorera les capacités de la marine israélienne et contribuera à la supériorité sécuritaire d’Israël dans la région ». Une partie du coût des navires sera couverte par le gouvernement allemand, a déclaré le ministère. Dans le passé, l’Allemagne a financé le programme de sous-marins d’Israël en payant entre 33 % et 50 % de la somme totale. Mais le gouvernement allemand financera la classe Dakar avec un montant plus modeste de 20 %, soit 600 millions d’euros. Ce montant est conforme à l’engagement initial pris par le gouvernement allemand pour 600 millions d’euros en 2017, lors de la signature d’un protocole d’accord sur l’approvisionnement. Depuis lors, le prix des sous-marins a considérablement augmenté, mais les Allemands ont refusé d’augmenter le niveau de la subvention.
Ce contrat sécurise la position du chantier naval de Kiel en tant que centre de compétence international pour la construction de sous-marins conventionnels, mais avant l’entrée en vigueur du contrat, TKMS devra mener des discussions intensives avec ses fournisseurs. En prévision de la commande attendue, ThyssenKrupp avait déjà accepté en 2019 des investissements d’environ 250 millions d’euros pour TKMS. La construction d’un nouveau hall de construction navale et d’une installation de production de piles à combustible est déjà visible sur le site du chantier naval,
Selon les médias israéliens, le premier sous-marin devrait être livré d’ici cinq ans, c’est-à-dire en 2027.

## Polémiques
Le programme a toutefois été entaché par deux polémiques. La première porte sur des accusations de corruption contre l’ancien Premier ministre Benyamin Netanyahou et d’autres responsables, y compris d’anciens officiers de la marine.
Les sous-marins de classe Dakar coûteront 1,2 milliard d’euros de plus que prévu initialement, à savoir 2,4 milliards d’euros, soit le double. Cependant l’accord d’achat des trois sous-marins a été approuvé par le comité ministériel des achats sans que le public ou la Knesset n’en soit informé, a rapporté Haaretz, et que « l’establishment de la défense a insisté pour conclure l’accord malgré la hausse du prix ».
Les bureaux de Yair Lapid et Benny Gantz avaient annoncé que le gouvernement voterait pour la création d’une commission d'enquête d’État chargée d’enquêter sur l’« affaire des sous-marins », ou affaire 3000, portant sur l’acquisition de sous-marins et d’autres navires de guerre auprès du conglomérat allemand ThyssenKrupp AG entre 2009 et 2016, sous la direction du Premier ministre de l’époque, Benjamin Netanyahou. Selon les rapports, le travail du comité se concentrera également sur l’achat des trois nouveaux sous-marins et la demande de Netanyahou pour l’achat d’un quatrième,. Plusieurs hommes d’affaires israéliens, dont les confidents de Netanyahou et un ancien commandant de la marine, sont soupçonnés dans ce scandale de corruption entourant l’achat d’armements navals à Thyssenkrupp. Netanyahou n’a pas été désigné comme suspect dans ce scandale, mais il est actuellement jugé dans trois autres affaires de corruption,.
Le processus de mise en place de la commission d’enquête a été retardé en raison des négociations en cours entre les Israéliens et les Allemands. Au contraire, l'accord a été approuvé "en secret" par le comité ministériel des marchés publics sans que le parlement n'en ait été informé, probablement car le gouvernement savait que plusieurs députés critiqueraient l’accord et s’opposeraient à sa conclusion, à la suite de l’augmentation du prix des sous-marins.
La seconde polémique portait sur le nom. Initialement, l’INS Drakon (un sous-marin de la précédente classe Dolphin 2) devait se nommer Dakar, d’après l'INS Dakar, un sous-marin israélien qui a coulé en 1968. L’INS Dakar, le deuxième des sous-marins britanniques de classe T acquis par la marine israélienne, a coulé en mer Méditerranée le 25 janvier 1968 avec son équipage de 69 personnes lors de son voyage de livraison, sans explication à ce jour. Personne n’a survécu pour raconter le naufrage, et l’INS Dakar est donc entré dans l’histoire comme l’un des grands mystères maritimes. Les circonstances exactes sont encore sujettes à débat, mais il semble très probable qu’il s’agisse d’un accident. La coque a finalement été retrouvée en 1999 à une profondeur de 3 000 mètres entre Chypre et la Crète. Il y a eu une enquête, mais la cause de sa perte reste un mystère. La marine israélienne aime réutiliser les noms de sous-marins sur les bâtiments ultérieurs, mais il n’y avait eu jusqu’alors qu’un seul INS Dakar. Certaines des familles des marins perdus avec le Dakar originel ont donc protesté contre la proposition de recycler le nom. À la suite de l’opposition au nom initialement proposé, la marine israélienne a déclaré qu’elle avait accepté l’opposition des familles et qu’elle donnerait un autre nom au nouveau sous-marin. Ce sera Dragon (ou Drakon en hébreu), un compromis : en hébreu, Drakon contient les lettres qui composent Dakar, et préserve ainsi la mémoire du sous-marin coulé. La marine a annoncé qu’elle réserverait le nom Dakar plutôt à sa future classe de sous-marins,